# Marcel Maupi

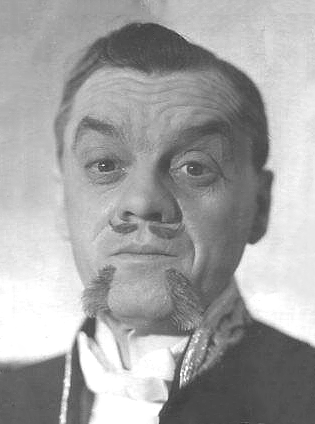
Marcel Maupi (1930)

Marcel Maupi, Pseudonym Maupi und Maupy, gebürtig Marcel Louis Alexandre Barberin, (6. November 1881 in Marseille, Bouches-du-Rhône, Frankreich – 10. Januar 1949 in Antibes, Alpes-Maritimes, Frankreich) war ein französischer Schauspieler.

## Leben
Um 1900 begann Maupi an Theatern in der französischen Provinz zu spielen. Zwar hatte er bereits 1927 und 1928 zwei Filmauftritte absolviert, aber die eigentliche Filmkarriere begann 1931, als er von Marcel Pagnol für seine Marius-Trilogie entdeckt wurde. In den 1930er und 1940er Jahren galt er als einer der größten Volksschauspieler Frankreichs, der den typischen, ländlich geprägten, Franzosen mit Schmerbauch und Baskenmütze spielte.

## Filmografie (Auswahl)
- 1927: Le sous marin de cristal
- 1928: Mon Paris
- 1931: Maison de danses
- 1931: Mam'zelle Nitouche
- 1931: Marius
- 1932: Fanny
- 1932: La merveilleuse journée
- 1932: Plaisirs de Paris
- 1933: La dame de chez Maxim's
- 1933: Le maître de forges
- 1933: Le sexe faible
- 1933: Le tendron d'Achille
- 1933: Mirages de Paris
- 1933: Roger la Honte
- 1934: Dactylo se marie
- 1934: La Prison De Saint-Clothaire
- 1934: Le cavalier Lafleur
- 1934: Le chéri de sa concierge
- 1934: Le secret d'une nuit
- 1934: Mauvaise graine
- 1934: Minuit... place Pigalle
- 1934: Tartarin de Tarascon
- 1934: Toboggan
- 1935: Ferdinand le noceur
- 1935: Gaspard de Besse
- 1936: César
- 1936: Coup de vent
- 1936: La course à la vertu
- 1936: Les jumeaux de Brighton
- 1936: The First Offence
- 1936: Vater sein – dagegen sehr (Le mioche)
- 1936: Zünftige Bande (La belle équipe)
- 1937: À Venise, une nuit
- 1937: Balthazar
- 1937: Blanchette
- 1937: L'ange du foyer
- 1937: Les rois du sport
- 1937: Un scandale aux galeries
- 1937: Vous n'avez rien à déclarer?
- 1938: Der merkwürdige Monsieur Victor (L'étrange Monsieur Victor)
- 1938: Des Anderen Weib (La femme du boulanger)
- 1938: Le dompteur
- 1938: Le Schpountz
- 1938: Les nouveaux riches
- 1938: Les pirates du rail
- 1939: Berlingot et compagnie
- 1939: Dernière jeunesse
- 1939: Die Nacht der Vergeltung (Angélica)
- 1939: Noix de coco
- 1939: Ultima giovinezza
- 1940: Campement 13
- 1940: La fille du puisatier
- 1940: Le président Haudecoeur
- 1940: Le roi des galéjeurs
- 1941: Ceux du ciel
- 1941: Der erste Ball (Premier bal)
- 1941: Ihr erstes Rendezvous (Premier rendez-vous)
- 1941: Parade en 7 nuits
- 1941: Péchés de jeunesse
- 1941: Sie waren Sechs (Le dernier des six)
- 1942: Croisières sidérales
- 1942: Der Wohltäter (Le bienfaiteur)
- 1942: Die falsche Geliebte (La fausse maîtresse)
- 1942: Einmal im Jahr (Caprices)
- 1942: L'arlésienne
- 1943: La chèvre d'or
- 1943: Malaria
- 1943: Reise ohne Hoffnung (Voyage sans espoir)
- 1943: Untel père et fils
- 1945: Gespielin der Finsternis (La fiancée des ténèbres)
- 1945: Ich zahle nie! (Le roi des resquilleurs)
- 1946: L'aventure de Cabassou
- 1946: Le gardian
- 1946: Les gueux au paradis
- 1946: Une femme coupée en morceaux
- 1946: Zum kleinen Glück (Au petit bonheur)
- 1947: Eine Nacht im Tabarin (Une nuit à Tabarin)
- 1947: Fausse identité
- 1947: Le mariage de Ramuntcho
- 1948: Colomba
- 1948: Le voleur se porte bien
- 1948: Parade du rire
- 1949: Deux amours
- 1949: La vie est un rêve
- 1949: Rote Signale (Le signal rouge)
- 1949: Wenn man die Schule schwänzt (L'école buissonnière)